# 4-я Тарховская улица
4-я Та́рховская улица — улица в городе Сестрорецке Курортного района Санкт-Петербурга. Проходит от Жуковой и Граничной улицы до 3-й Поперечной улицы (фактически до пляжа «Белая Гора»).

## История
Первоначально именовалась Задней Тарховской улицей. Такое название возникло в конце XIX века (также были Большая и Малая Тарховские улицы, ныне 2-я Тарховская и 3-я Тарховская соответственно).
В 1940-х годах улицу переименовали в 4-ю Тарховскую (одновременно появились 2-я Тарховская и 3-я Тарховская).

## Перекрёстки
- Жукова улица / Граничная улица
- 1-я Поперечная улица
- улица Емельянова
- 2-я Поперечная улица